# Lista directorilor teatrului din Satu Mare

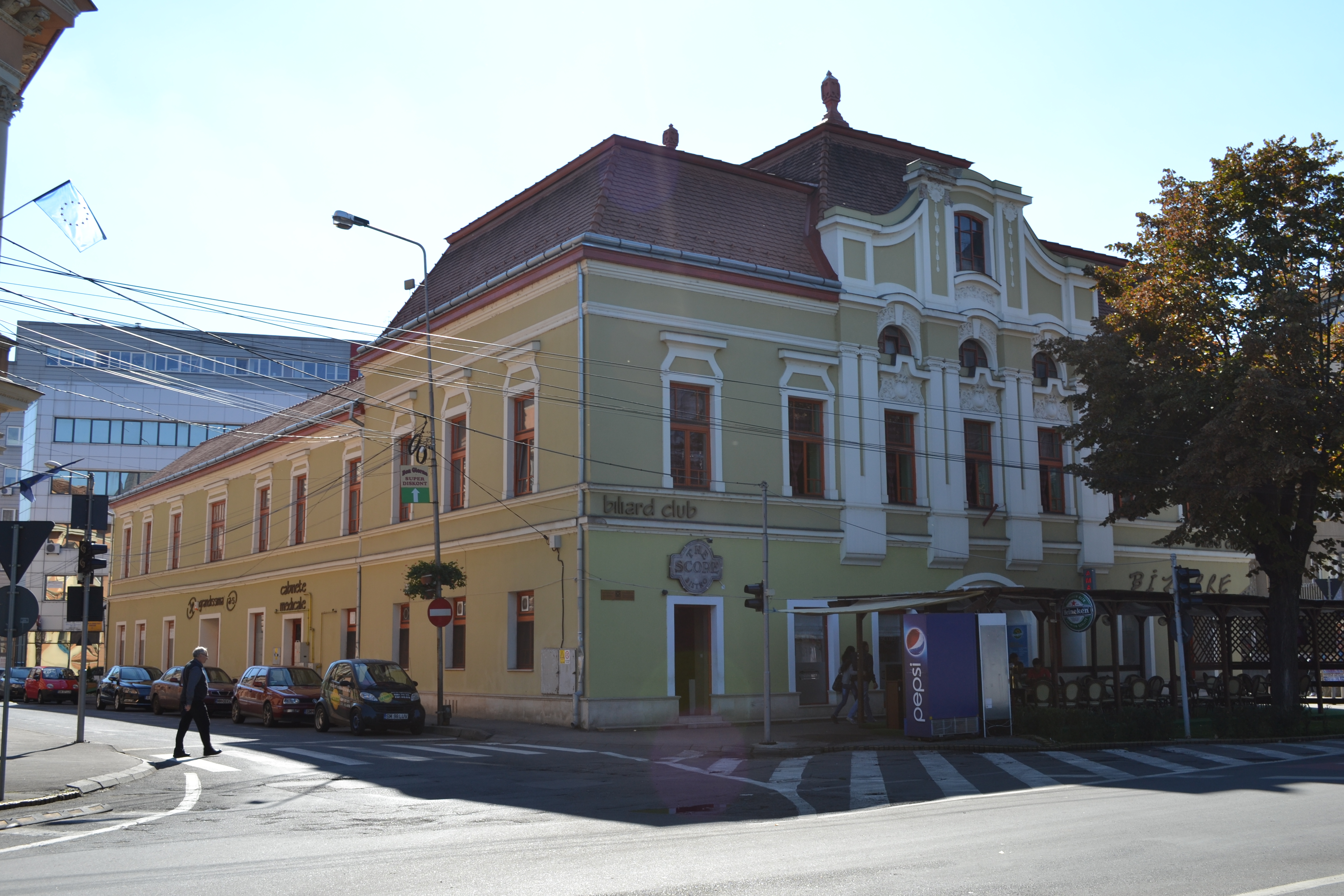
Casa breslei cizmarilor

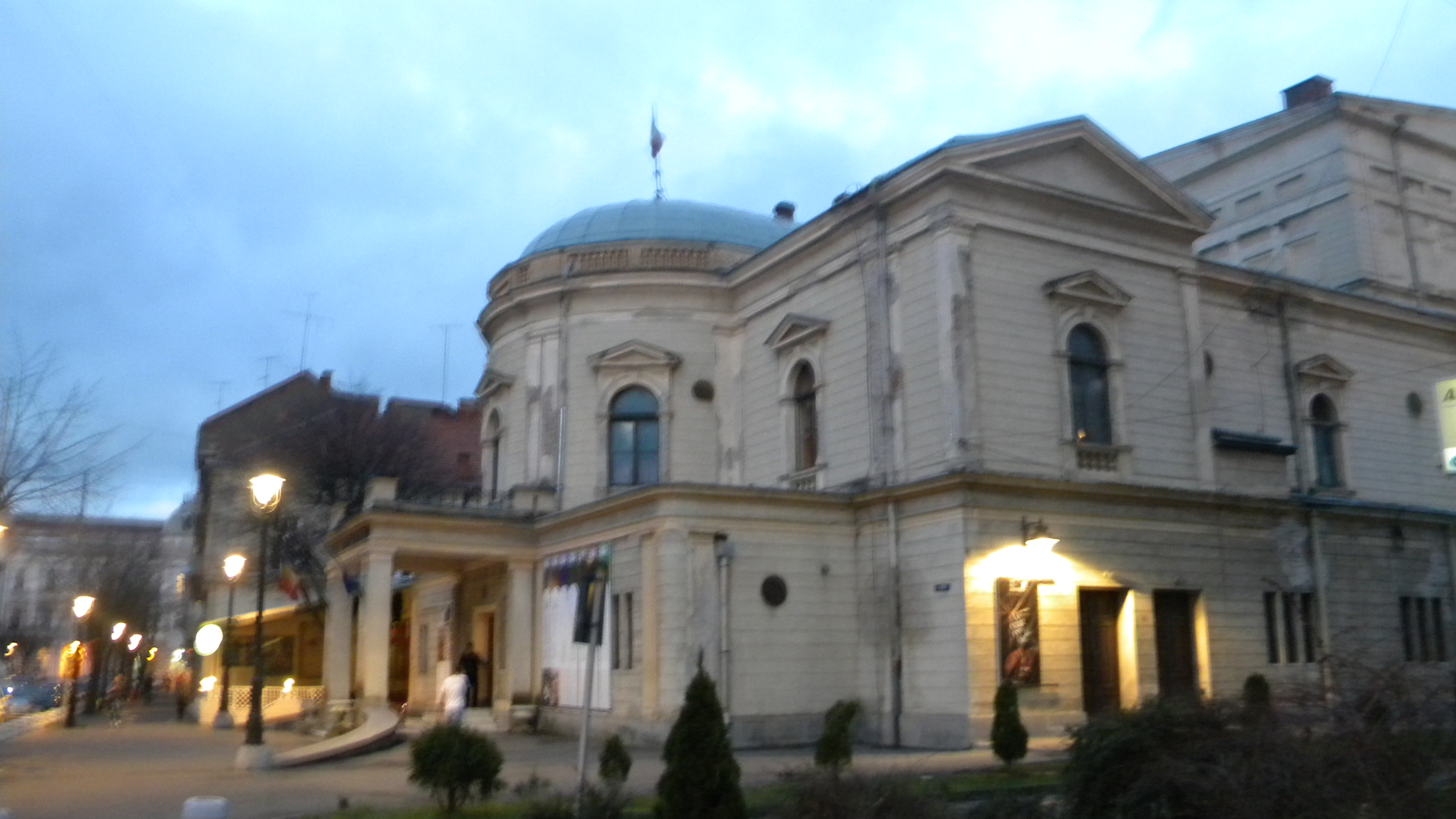
Teatrul nou, construit între 1889-1892

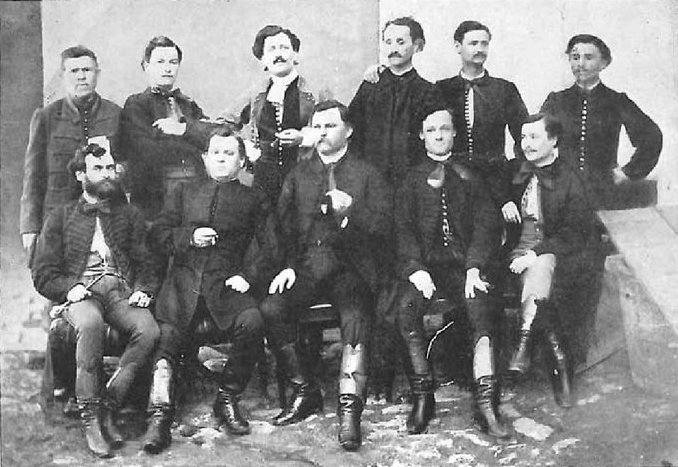
Trupa sătmăreană în 1865 cu directorul Jusztin Kocsisovszky (în mijloc)

Lista directorilor teatrului sătmărean:

## Spații de joc închiriate - trupe invitate (1790-1848)

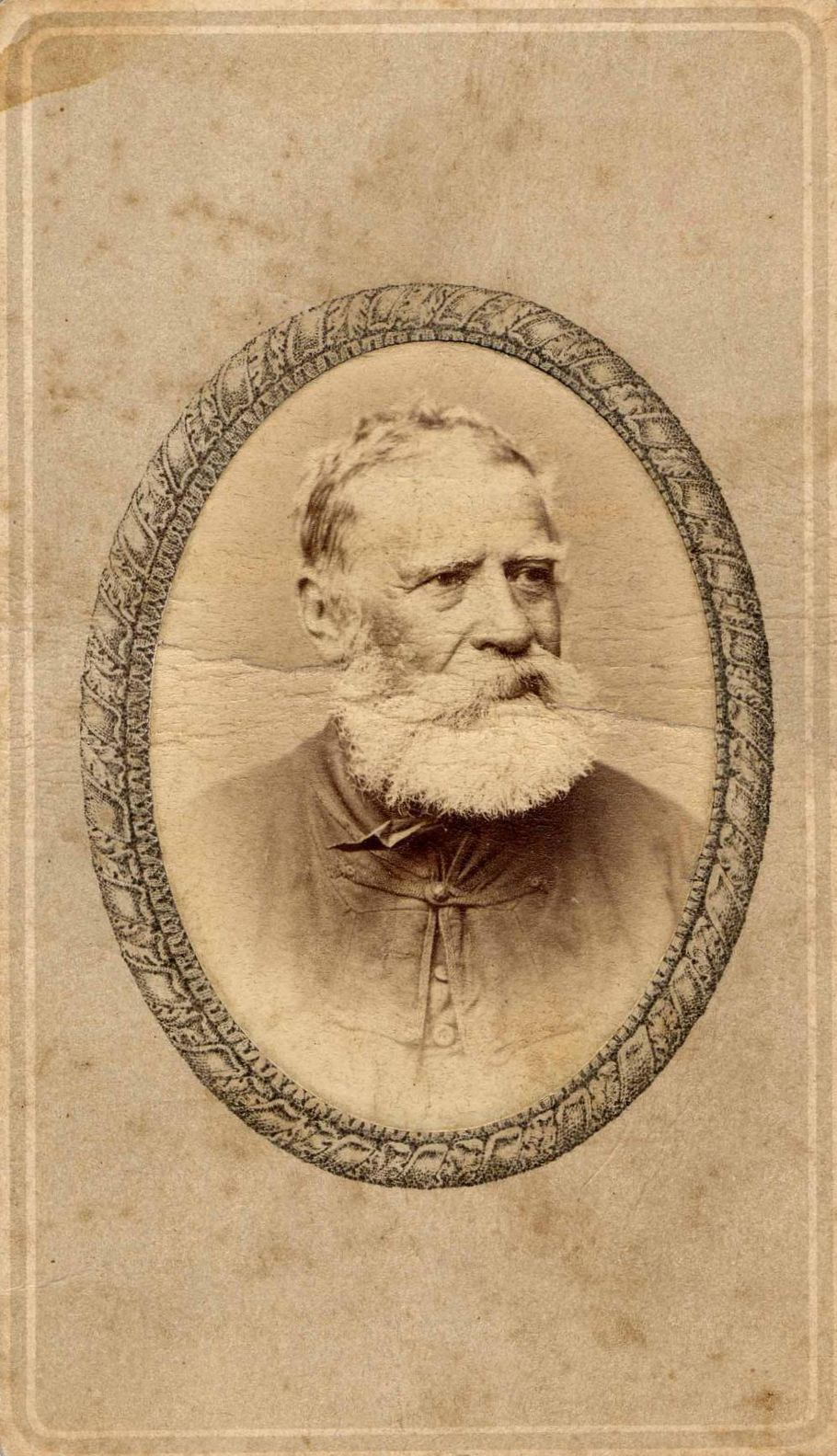
György Telepy

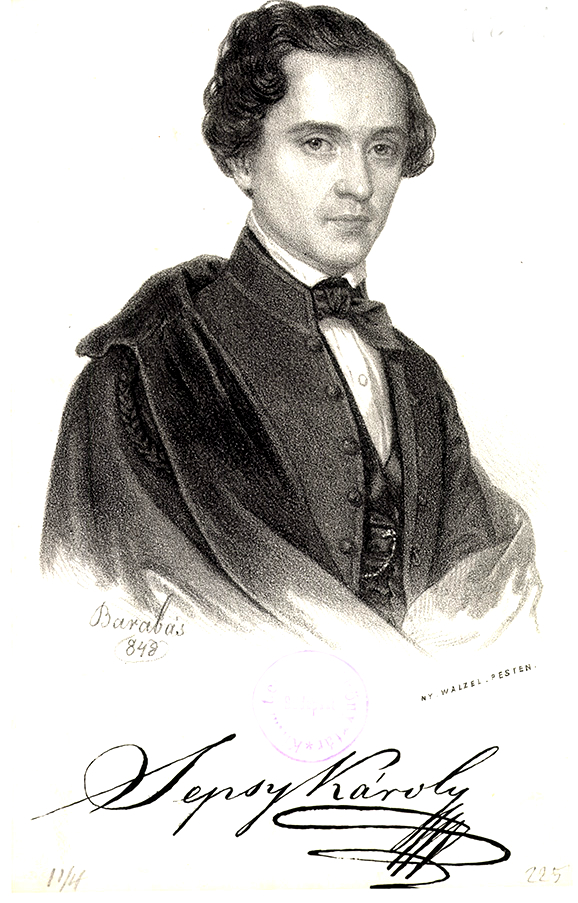
Károly Sepsy

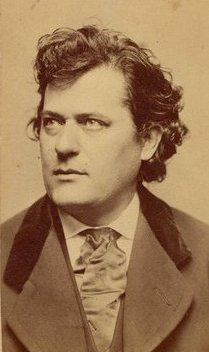
György Molnár

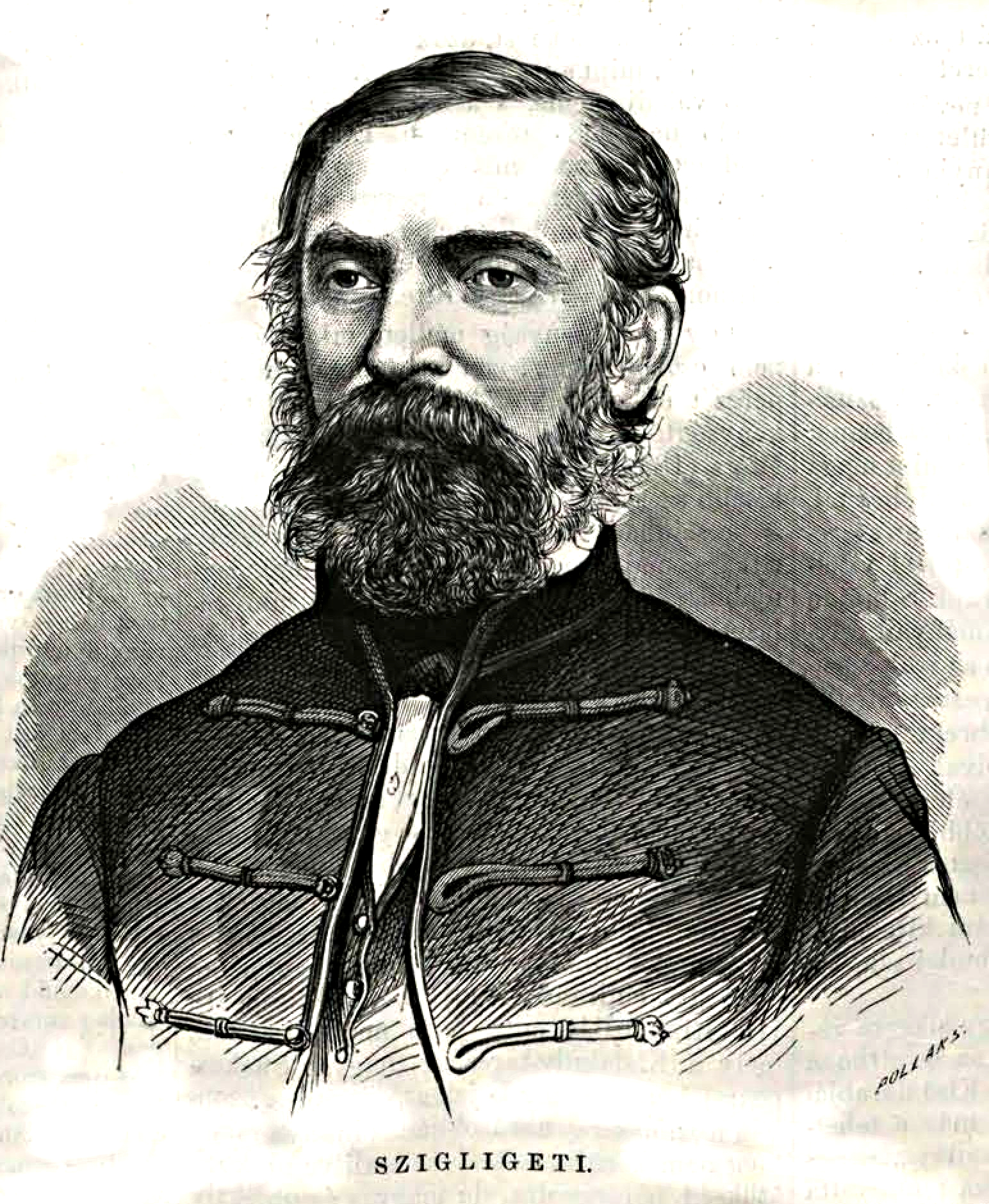
Ede Szigligeti

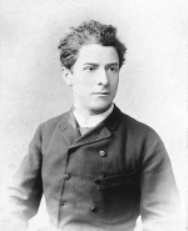
Ignác Krecsányi

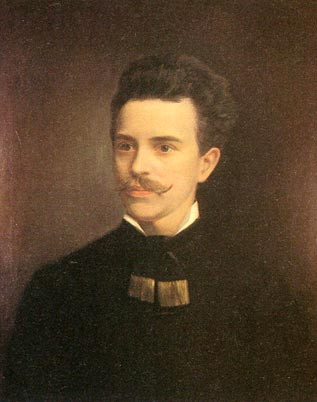
Pál Rakodczay

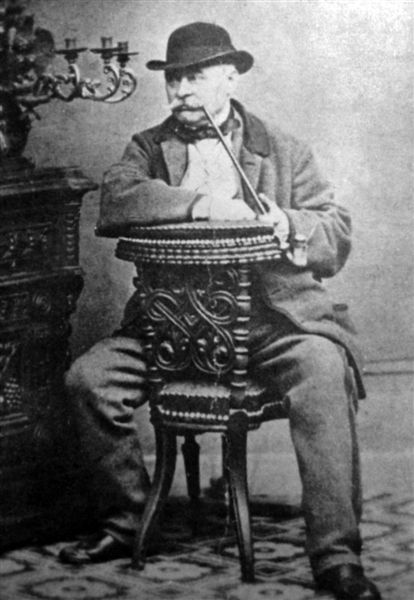
Endre Latabár

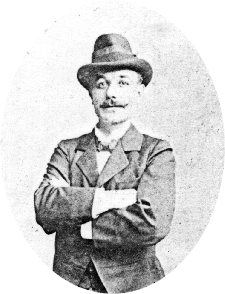
Lajos Makó

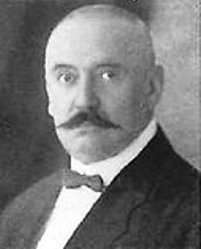
Dezső Szilágyi

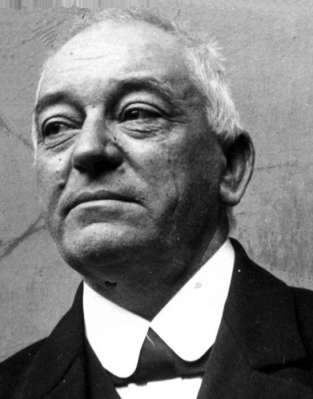
Sándor Krémer

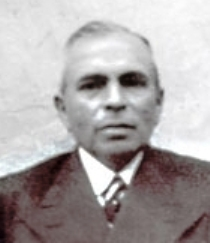
József Szabadkay

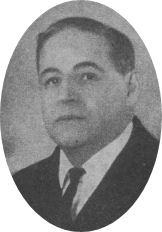
Mihály Szendrey

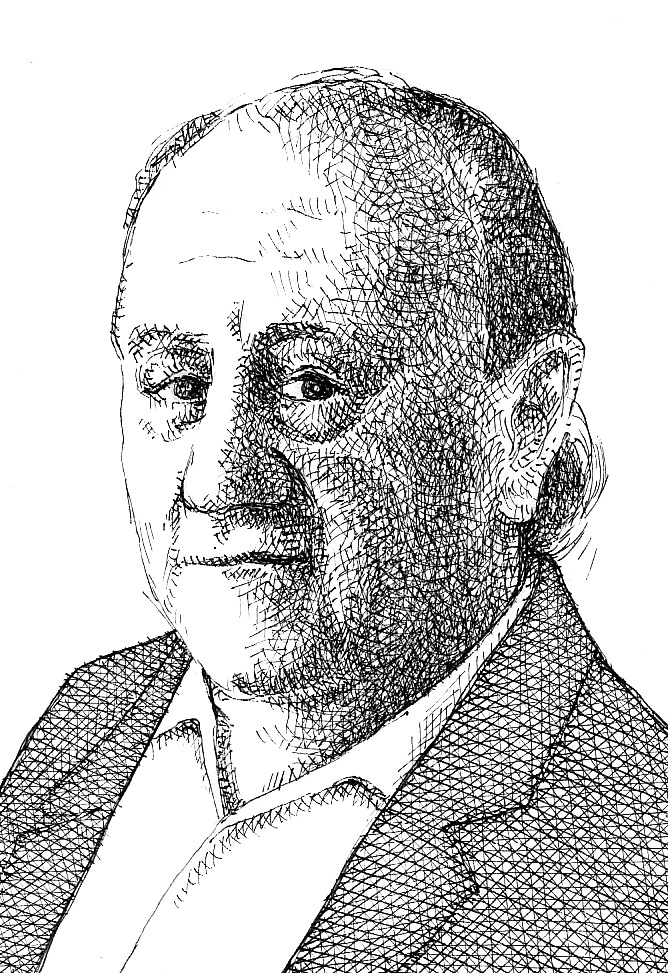
György Harag

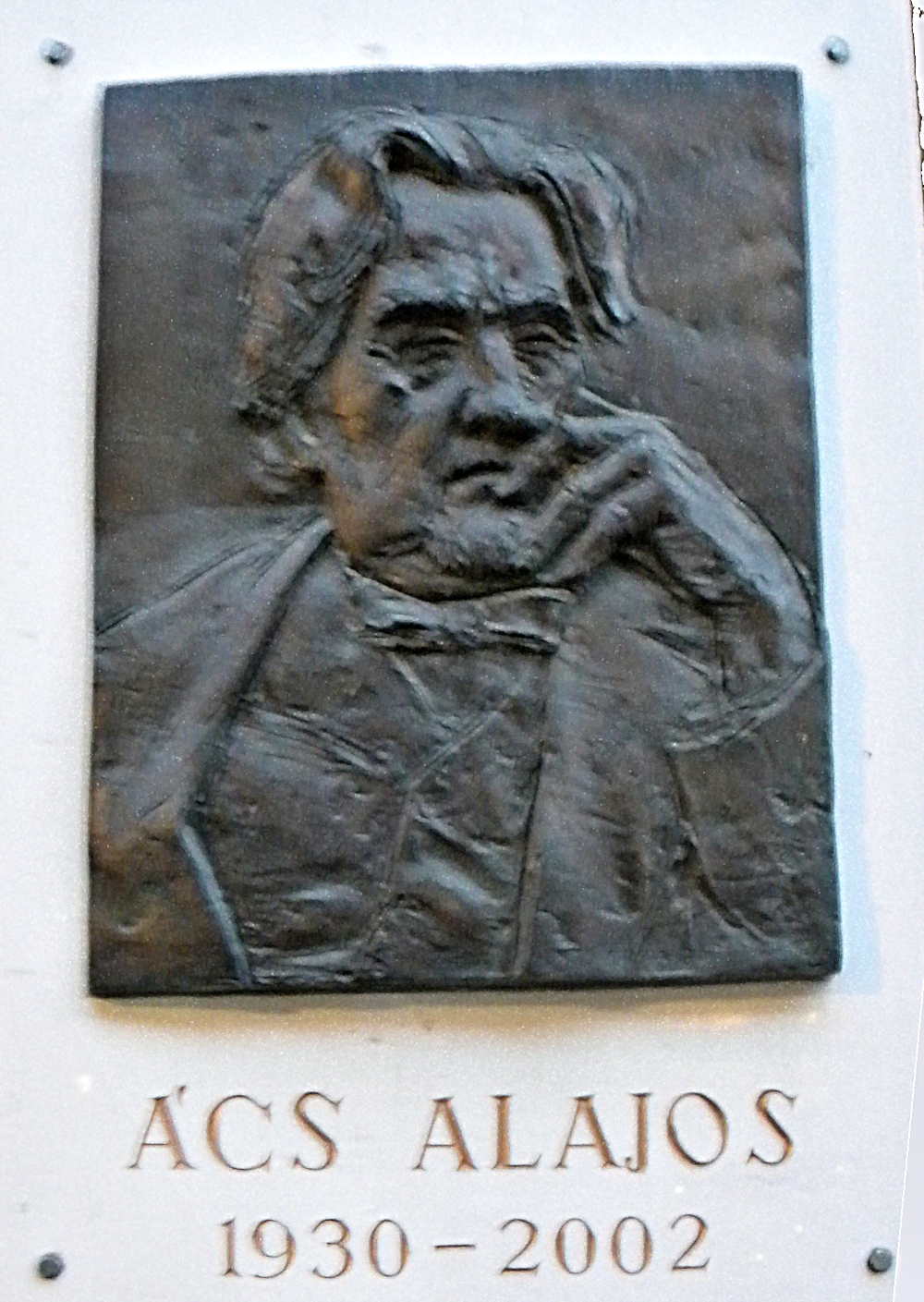
Alajos Ács

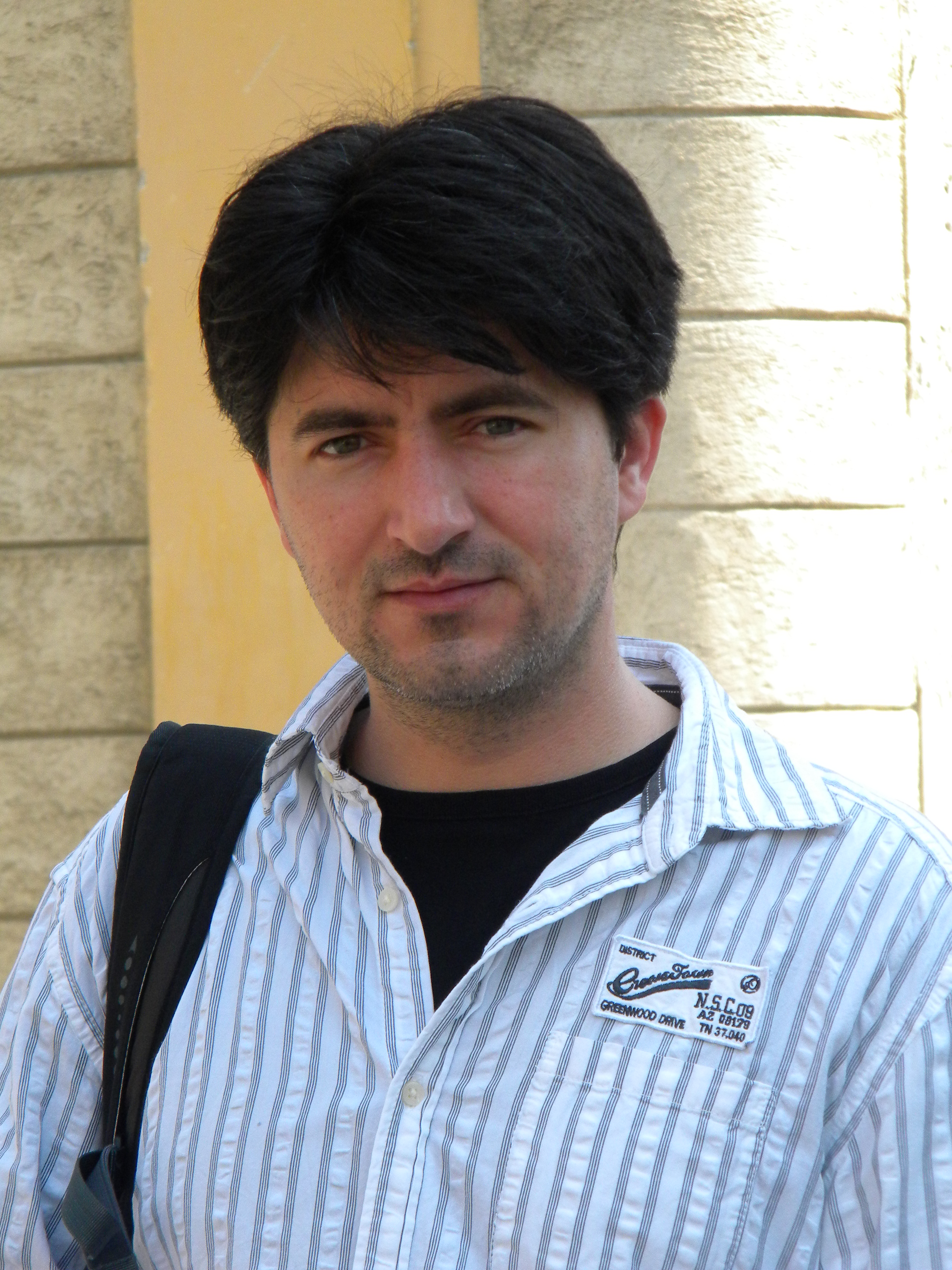
Attila Keresztes

- János Móricz (1790) - trupă ambulantă
- Antal Gulácsy (1813) - trupa din Debrețin
- dr. Sándorfy (1814) - trupa Debrețin-Oradea Mare
- István Balogh (1815, 1816) - Trupa „Republica”, Sătmar-Mintiu (prima trupă sătmăreană)
- Celesztin Pergő - József Székely (1817) - „Compania Nobilă Maghiară Ardelenă din Cluj” - în hambarul Jeney
- József Székely (1819) - „Compania Nobilă Maghiară Ardelenă din Cluj” - în Hanul „Zöldfa” („La arborele verde”)
- Celesztin Pergő (1818, 1820) - „Compania Nobilă Maghiară Ardelenă din Cluj”
- Károly Balla (1823, 1824) - Compania Maghiară din Careii Mari
- József Bányai (1825) - Compania Națională Maghiară
- József Keszy (1833) - trupă ambulantă
- Károly Fejér (1834) - trupă ambulantă
- Hubay (1836) - trupă ambulantă
- István Göde (1836-1837) - trupă ambulantă
- Sándor Abday (1839) - trupă ambulantă
- György Horváth - Dániel Szaklányi (1839) - trupă ambulantă
- Mihály Demjén (Deményi) (1839-1840) - trupă ambulantă
- István Tóth (1841) - trupă ambulantă, în grădina „Kotrókert”
- Sándor Abday (1842) - trupă ambulantă
- Ferenc Kőrösy (1843) - trupă ambulantă
- Endre Latabár (1844-1845) - trupă ambulantă
- György Telepy (1845) - trupă ambulantă
- Károly Sepsy (1847) - trupă ambulantă - în „Csizmadiaszín” (casa breslei cismarilor)

## Teatrul vechi (Teatrul Orășenesc)
- István Tóth - Lajos Döme (1848)
- Imre Hevesi (1850)
- Pál Cs. Tengenics (1852)
- Mihály Pázmán (1852)
- Ferdinand Laczkóczi (1854-1855)
- Károly Fejér (1855)
- Pál Csabai (1857)
- József Hetényi - György Molnár (1857–1868)
- Ferenc Reszler (1862)
- Jusztin Kocsisovszky (1863–1865)
- Ede Szigligeti (1865)
- József Kétzeri (1865–1866)
- Endre Latabár (1866)
- Béla Szilágyi (1866)
- István Reszler (1866)
- Láng Boldizsár (1867–1868)
- Lajos Károlyi (1868)
- Károly Dömölki Fejér (1869)
- Lajos Jakab (1869)
- Gusztáv Hubay (1870)
- Gyula Miklóssy (1870)
- Fábián Várnai Galambos (1870–1871)
- Gyula Miklóssy (1870–1871)
- Gyula Miklóssy (1871)
- Sámuel Klein (1871–1872)
- Gusztáv Hubay (1872–1873)
- Andor Sztupa (1872–1873)
- György Némethy (1873)
- Borcsa Eötvös (1873)
- György Némethy (1873–1874)
- Gábor Jakabfi (1874)
- Ignác Krecsányi (1874–1875)
- Mihály Szegedi (1875–1876)
- Andor Gerőfy (1876–1877)
- Imre Demidor (1877–1878)
- Béla Kuthy Krimszky (1878–1880)
- István Bényei (1880–1882)
- Lajos Károlyi (1882–1883)
- Andor Gerőfy (1884–1885)
- Károly Szathmáry (1885–1886)
- Lajos Dancz (1886–1887)
- Pál Rakodczay (1887–1888)

## Teatrul de vară din parcul orășenesc „Sétatér”
- Imre Halmay (1888-1889) - trupa din Miskolc
- Andor Gerőffy (1890) - trupă privată
- Dezső Jeszenszky (1890) - trupă privată
- Imre Halmai (1891) - trupa din Miskolc
- Sándor Csóka (1891) - trupa din Subotica
- János Mezey (1892) - Trupa Orfeum din Debrețin

## Teatrul nou

### Teatrul Orășenesc (1892-1925)
- Gyula Kömley (1892–1894)
- Lajos Makó (1894–1895)
- Lajos Pesti Ihász (1895–1897)
- Imre Halmay (1897–1898)
- Miklós Kúnhegyi (1898–1899)
- Pál Rakodczay (1899–1900)
- Lajos Szalkay (1900–1901)
- Sándor Csóka (1901)
- Dezső Szilágyi (1901–1902)
- Sándor Krémer (1902–1908)
- Béla Heves (1908–1915)
- Imre Kovács (1918–1919)
- József Szabadkay (1919–1923)
- László Gróf (1923–1924)
- Imre Kovács (1924–1925)

### Teatrul „Nottara” (1925-1940)
- Mihály Szendrey (1925–1926)
- Gyula Ferenczy (1928–1929)
- Dezső Róna (1929–1930)
- Miklós Hevessy (1930–1932)
- József Szabadkay (1932–1938)
- Károly Mihályi (1938–1940)

### Teatrul „Kölcsey Ferenc” (1941-1944)
- Rezső Inke (1940–1942)
- Dezső Jakabffy (1942-1944)

### Teatrul Orășenesc (1944-1945)
- Dezső Jakabffy (1944-1945)

### Teatrul Popular (1945-1948)
- Miklós Hegedűs (1945–1946)
- Péter Magyari (1945–1946)
- Dezső Jakabffy (1946-1948)

### Teatrul Maghiar de Stat Satu Mare (1956-1968)
- György Harag (1956–1959)
- András Csiky (1959–1969)

### Teatrul de Nord(1969- )
- Alajos Ács (1969-1979)
- János Gergely (1979-1984)
- Tibor Baumgartner (1984-1986)
- Cristian Ioan (1986-1989)
- Péter Stier (2010-2012)
- Andrei Mihalache (2012-2013)
- Sorin Oros (2013-2014)
- Vasile Țăran (2014-2017)
- Péter Stier (2017 - )

#### Secția Română
- Mihai Raicu (1968-1980)
- Viorica Suciu (1980-1982)
- Carol Erdös (1982-1984)
- Ion Tifor (1984-1986)
- Cristian Ioan (1987-2000)
- Andrei Mihalache (2000-2014)
- Adriana Vaida (2014)
- Andrei Mihalache (2014-2017)
- Ovidiu Caița (2017 - )

#### Secția Maghiară (Trupa Harag György)
- Alajos Ács (1969-1979)
- Ferenc Boér (1979-1981)
- Miklós Parászka (1987-2000)
- Ágnes Lőrincz (2000-2006)
- József Czintos (2006-2009)
- Attila Keresztes (2009-2012)
- István Bessenyei (2012-2014)
- István Bessenyei Gedő (2014 - )

#### Alți directori
- Carol Erdös (1996-2000) - director adjunct
- Péter Stier (2009-2010, 2012-2017) - director administrativ

### Alți conducători
- Victor Popescu - a fost un colonel în rezervă și președintele Asociației Române pentru Cultură, Teatru și Artă Constantin Nottara sub patronajul căreia a funcționat între 1947-1948 primul teatru românesc din Satu Mare, Teatrul „Constantin Nottara”
- Teatrul de Păpuși „Brighella” a Trupei Harag György a fost condusă de Regina Szilágyi (2003-2012) și de Emese Bandura (din 2012)